# Filmes de 1950 da Republic Pictures

## Introdução
Em 1950, a Republic Pictures lançou 54 produções.
Nove lançamentos eram curtas-metragens, divididos entre os dois últimos títulos da série Land of Opportunity e os seis de This World of Ours, série sobre viagens produzida em Trucolor pela Dudley Pictures Corporation, além de um pequeno documentário sobre a Guerra da Coreia. This World of Ours teria trinta e quatro episódios e se estenderia até 1955, já nos estertores do estúdio.
Rio Grande, filme que encerrava a Trilogia da Cavalaria, foi a primeira produção de John Ford na Republic e o filme mais importante do ano para o estúdio. Fort Apache (1948) e She Wore a Yellow Ribbon (1949), que completavam a trilogia, foram lançados pela RKO Pictures.
Com The Missourians, chegou ao fim a série do cowboy cantor Monte Hale, iniciada em 1946 e que teve somente 19 títulos. Enquanto Hale ia embora, Rex Allen chegava. Allen ficou conhecido como The Arizona Cowboy, nome do primeiro filme de sua série, que igualmente teve apenas dezenove aventuras. Allen é também considerado o derradeiro cowboy cantor, pois, àquela altura, o gosto do público começava a mudar, e os faroestes B -- bem como os seriados -- estavam com os dias contados.
O faroeste Singing Guns, dirigido por R. G. Springsteen, deu ao estúdio sua única indicação ao Oscar, para a canção Mule Train.

## Prêmios Oscar
Vigésima terceira cerimônia, com os filmes exibidos em Los Angeles no ano de 1950.
| Filme        | Indicações             | Premiações |
| ------------ | ---------------------- | ---------- |
| Singing Guns | Melhor Canção Original | ---        |

## Seriados do ano
| Título original           | Título PT/BR               | Título PT/PT                 | Astro          | Diretor         | Episódios | Gênero            |
| ------------------------- | -------------------------- | ---------------------------- | -------------- | --------------- | --------- | ----------------- |
| Desperadoes of the West   | A Quadrilha do Diabo       |                              | Richard Powers | Fred C. Brannon | 12        | Faroeste          |
| Flying Disc Man from Mars | O Mistério do Disco Voador | O Enigma dos Discos Voadores | Walter Reed    | Fred C. Brannon | 12        | Ficção Científica |
| The Invisible Monster     | O Monstro Invisível        | O Monstro Invisível          | Richard Webb   | Fred C. Bannon  | 12        | Policial          |

## Filmes do ano
| Título original           | Título PT/BR                | Título PT/PT          | Astros                              | Diretor                            | Gênero       |
| ------------------------- | --------------------------- | --------------------- | ----------------------------------- | ---------------------------------- | ------------ |
| The Arizona Cowboy        | O Cowboy do Arizona         |                       | Rex Allen, Teara Loring             | R. G. Springsteen                  | Faroeste     |
| The Avengers              |                             | Fidalgo Aventureiro   | John Carroll, Adele Mara            | John H. Auer                       | Aventura     |
| Belle of Old Mexico       |                             |                       | Estelita Rodriguez, Robert Rockwell | R. G. Springsteen                  | Musical      |
| Bells of Coronado         | Médico da Roça              |                       | Roy Rogers, Dale Evans              | William Witney                     | Faroeste     |
| The Blonde Bandit         | Parceira no Jogo            |                       | Dorothy Patrick, Geraldo Mohr       | Harry Keller                       | Drama        |
| California Passage        | Califórnia, Terra da Cobiça |                       | Forrest Tucker, Adele Mara          | Joseph Kane                        | Faroeste     |
| Code of the Silver Sage   | O Terror do Arizona         |                       | Allan Lane, Eddy Waller             | Fred C. Brannon                    | Faroeste     |
| Covered Wagon Raid        | O Segredo das Cartas        |                       | Allan Lane, Eddy Waller             | R. G. Springsteen                  | Faroeste     |
| Destination Big House     |                             |                       | Dorothy Patrick, Robert Rockwell    | George Blair                       | Policial     |
| Federal Agent at Large    | Traidor Inesperado          |                       | Dorothy Patrick, Robert Rockwell    | George Blair                       | Policial     |
| Frisco Tornado            | O Protetor da Diligência    |                       | Allan Lane, Eddy Waller             | R. G. Springsteen                  | Faroeste     |
| Gunmen of Abilene         | A Cobiça do Ouro            |                       | Allan Lane, Eddy Waller             | Fred C. Brannon                    | Faroeste     |
| Harbor of Missing Men     | O Porto dos Homens Perdidos |                       | Richard Denning, Barbara Fuller     | R. G. Springsteen                  | Policial     |
| Hills of Oklahoma         | O Caminho da Montanha       |                       | Rex Allen, Elisabeth Fraser         | R. G. Springsteen                  | Faroeste     |
| Hit Parade of 1951        |                             |                       | John Carroll, Marie McDonald        | John H. Auer                       | Musical      |
| House by the River        | Maldição                    | A Casa à Beira do Rio | Louis Hayward, Lee Bowman           | Fritz Lang                         | Policial     |
| Jungle Stampede           | Reis de Um Mundo Selvagem   |                       | George Breakston, Yorke Coplen      | George Breakston                   | Documentário |
| Lonely Hearts Bandit      | Casal Sinistro              |                       | Dorothy Patrick, John Eldredge      | George Blair                       | Policial     |
| The Missourians           | Bandoleiros do Missouri     |                       | Monte Hale, Paul Hurst              | George Blair                       | Faroeste     |
| North of the Great Divide | Barragem Maldita            |                       | Roy Rogers, Penny Edwards           | William Witney                     | Faroeste     |
| The Old Frontier          |                             |                       | Monte Hale, Paul Hurst              | Philip Ford                        | Faroeste     |
| Prisoners in Petticoats   |                             |                       | Valentine Perkins, Robert Rockwell  | Philip Ford                        | Policial     |
| Redwood Forest Trail      | Emboscada na Floresta       |                       | Rex Allen, Jeff McDonnell           | Philip Ford                        | Faroeste     |
| Rio Grande                | Rio Bravo                   |                       | John Wayne, Maureen O'Hara          | John Ford                          | Faroeste     |
| Rock Island Trail         | A Fúria dos Peles Vermelhas |                       | Forrest Tucker, Adele Mara          | Joseph Kane                        | Faroeste     |
| Rustlers on Horseback     | Rancho da Discórdia         |                       | Allan Lane, Eddy Waller             | Fred C. Brannon                    | Faroeste     |
| Salt Lake Raiders         | Os Três Mascarados          |                       | Allan Lane, Eddy Waller             | Fred C. Brannon                    | Faroeste     |
| The Savage Horde          | Ódio Satânico               |                       | Bill Elliott, Adrian Booth          | Joseph Kane                        | Faroeste     |
| The Showdown              | Retribuição a Um Bandido    |                       | Bill Elliott, Walter Brennan        | Dorrell McGowan, Stuart E. McGowan | Faroeste     |
| Singing Guns              | Audácia dos Fortes          |                       | Vaughn Monroe, Ella Raines          | R. G. Springsteen                  | Faroeste     |
| Sunset in the West        | Comoção na Fronteira        |                       | Roy Rogers, Estelita Rodriguez      | William Witney                     | Faroeste     |
| Surrender                 | A Escrava do Pecado         |                       | Vera Ralston, John Carroll          | Allan Dwan                         | Drama        |
| Tarnished                 | Línguas Ferinas             |                       | Dorothy Patrick, Arthur Franz       | Harry Keller                       | Drama        |
| Trail of Robin Hood       | Cowboys em Desfile          |                       | Roy Rogers, Penny Edwards           | William Witney                     | Faroeste     |
| Trial Without Jury        | Sentença Inapelável         |                       | Robert Rockwell, Barbara Fuller     | Philip Ford                        | Mistério     |
| Trigger, Jr.              | Vida de Circo               |                       | Roy Rogers, Dale Evans              | William Witney                     | Faroeste     |
| Twilight in the Sierras   | Crepúsculo na Serra         |                       | Roy Rogers, Dale Evans              | William Witney                     | Faroeste     |
| Under Mexicali Stars      | A Conquista do Ouro         |                       | Rex Allen, Dorothy Patrick          | George Blair                       | Faroeste     |
| Unmasked                  | Desmascarado                |                       | Robert Rockwell, Barbara Fuller     | George Blair                       | Policial     |
| The Vanishing Westerner   | Aviso Denunciador           |                       | Monte Hale, Paul Hurst              | Philip Ford                        | Faroeste     |
| Vigilante Hideout         | Vigilante Justiceiro        |                       | Allan Lane, Eddy Waller             | Fred C. Brannon                    | Faroeste     |
| Women from Headquarters   | Isca da Morte               |                       | Virginia Huston, Robert Rockwell    | George Blair                       | Policial     |

## Outros
| Título                                      | Produção    | Direção        | Narração       | Elenco             | Duração   | Gênero       |
| ------------------------------------------- | ----------- | -------------- | -------------- | ------------------ | --------- | ------------ |
| The Battle for Korea                        | --          | --             | --             | --                 | 9 minutos | Documentário |
| Land of Opportunity -- The Mardi Gras       | --          | William Witney | Selmer Jackson | Anna May Slaughter | 9 minutos | Turismo      |
| Land of Opportunity -- Tillers of the Soil  | --          | William Witney | Sammy McKim    | Will Wright        | 9 minutos | Turismo      |
| This World of Ours -- Denmark               | Carl Dudley | Carl Dudley    |                | --                 | 9 minutos | Turismo      |
| This World of Ours -- France                | Carl Dudley | Carl Dudley    |                | --                 | 9 minutos | Turismo      |
| This World of Ours -- Glacier National Park | Carl Dudley | Carl Dudley    |                | --                 | 9 minutos | Turismo      |
| This World of Ours -- Holland               | Carl Dudley | Carl Dudley    |                | --                 | 9 minutos | Turismo      |
| This World of Ours -- Norway                | Carl Dudley | Carl Dudley    |                | --                 | 9 minutos | Turismo      |
| This World of Ours -- Sweden                | Carl Dudley | Carl Dudley    |                | --                 | 9 minutos | Turismo      |